# Fort Rooversberg
Fort Rooversberg (of: Fort Roverberg) was een fort nabij de huidige buurtschap Roverberg, op 1 km ten oosten van Lamswaarde.
Het fort werd na 1586 door de Spaansgezinden aangelegd om het Land van Hulst te beschermen tegen Staatse invallen. Het was gelegen aan de oostelijke zijde van De Vogel.
Tegenwoordig is van dit fort niets meer terug te vinden in het landschap.